# Раздольное (Омская область)
Раздо́льное — деревня в Павлоградском районе Омской области России. Входит в состав Южного сельского поселения. Население 439 чел. (2010) .

## История
В соответствии с Законом Омской области от 30 июля 2004 года № 548-ОЗ «О границах и статусе муниципальных образований Омской области» деревня вошла в состав образованного Южного сельского поселения.

## География
Расположен на юге региона, в степной зоне, вблизи государственной границы с Казахстаном.
Уличная сеть состоит из семи географических объектов: Новый переулок, улицы Зелёная, Новая, Октябрьская, Первомайская, Центральная, Школьная.
Абсолютная высота — 114 метров над уровнем моря.

## Население
| 2010 |
| ---- |
| 439  |

Гендерный состав
По данным Всероссийской переписи населения 2010 года в гендерной структуре населения из 439 человек мужчин — 212, женщин — 227 (48,3 и	51,7 % соответственно).
Национальный состав
Согласно результатам переписи 2002 года, в национальной структуре населения казахи	составляли 50 %, русские 29 % из общей численности населения в 499 чел.

## Инфраструктура
МБОУ «Раздольненская основная школа»
Развитое сельское хозяйство. Личное подсобное хозяйство.

## Транспорт
«Раздольное — Степное» (идентификационный номер 52 ОП МЗ Н-387) длиной 8,00 км..